# جک گراهام (بازیکن فوتبال، زاده ۱۸۶۸)
جک گراهام (انگلیسی: Jack Graham؛ 1868 – ۱۹۳۲ (۶۳−۶۴ سال)) بازیکن فوتبال اهل بریتانیا بود.
از باشگاه‌هایی که در آن بازی کرده‌است می‌توان به باشگاه فوتبال استون ویلا اشاره کرد.